# Nowo Seło (gmina Sztip)
Nowo Seło (mac. Ново Село) – wieś w gminie miejskiej Sztip w środkowej Macedonii Północnej.

## Demografia
Według spisu ludności z 2002 we wsi Nowo Seło mieszkało 3 636 mieszkańców.

### Rasy i pochodzenie
Według wyżej wspomnianych danych we wsi Nowo Seło mieszkało 3 636 Macedończyków.

## Galeria

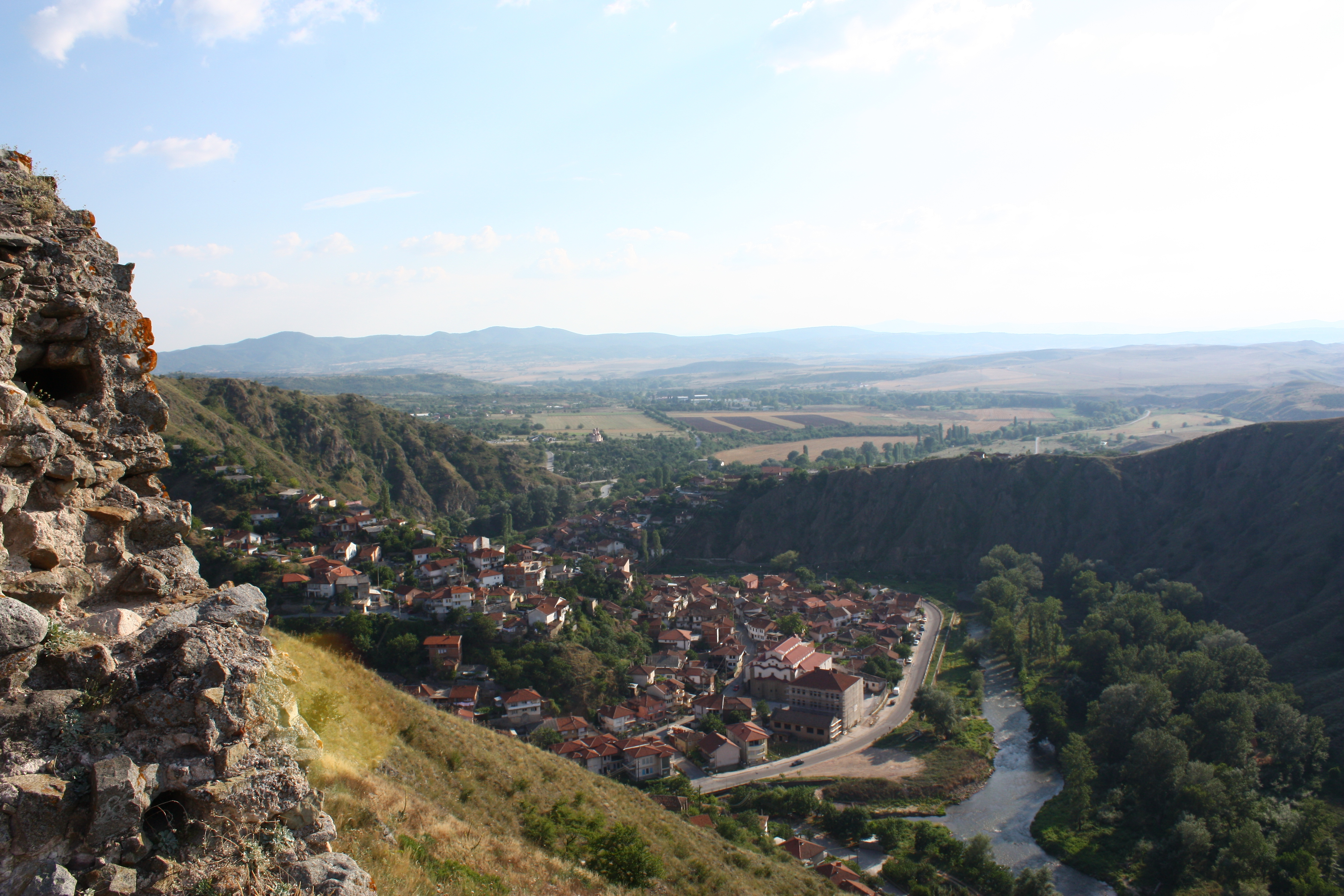
Widok na wieś Nowo Seło z góry Isar
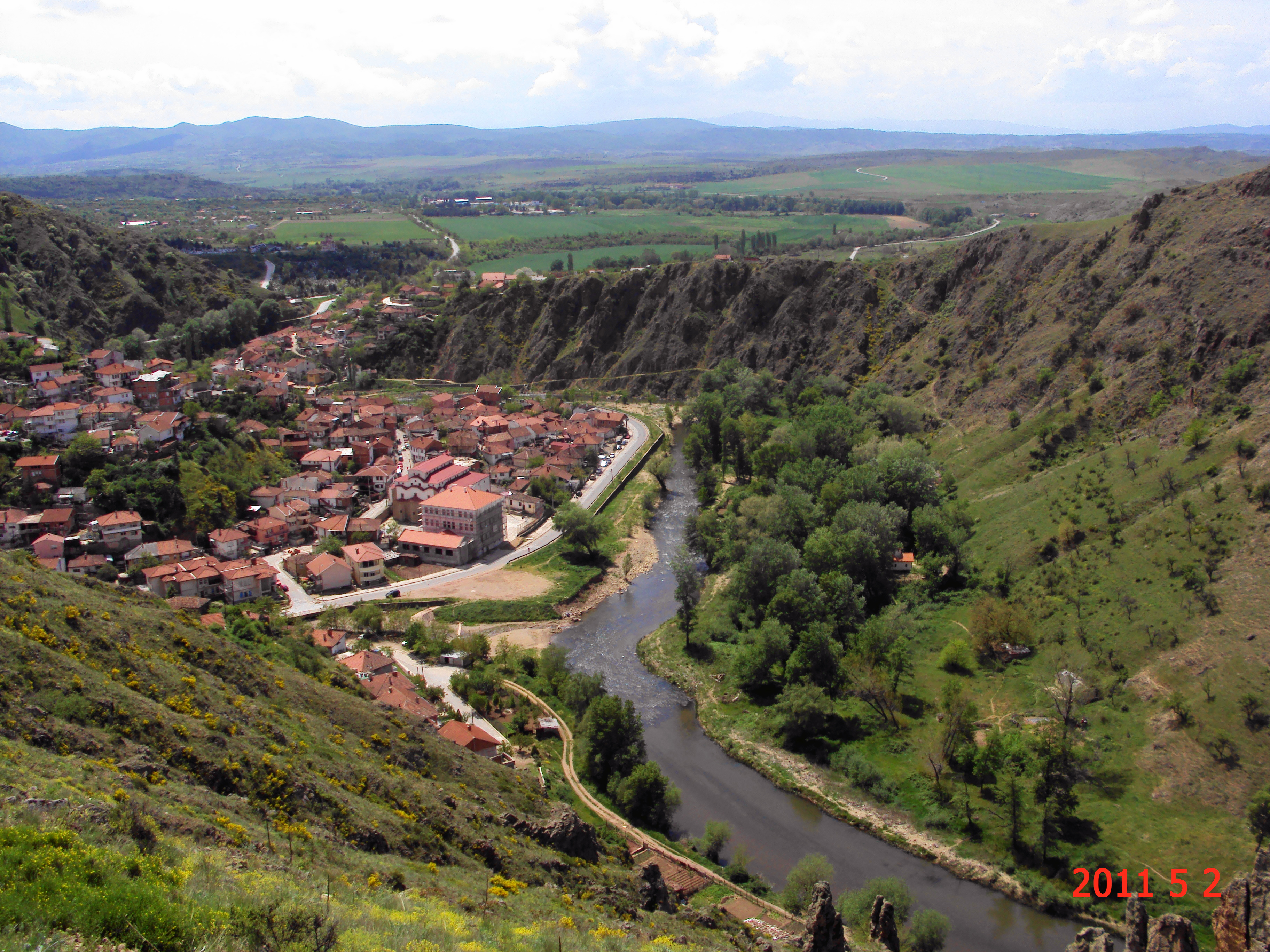
Panorama wsi i okolicy (2 maja 2011)